# Ian Munro
Ian Munro (né en 1963 à Melbourne) est un pianiste et un compositeur australien.
Il est premier prix en composition lors du Concours musical international Reine Élisabeth de Belgique.